# Europäisches Büro für Kriegsdienstverweigerung
Das Europäische Büro für Kriegsdienstverweigerung (engl. European Bureau for Conscientious Objection; kurz: EBCO) ist ein europäischer Dachverband für nationale Friedensorganisationen, die Kriegsdienstverweigerer unterstützen. Sitz der Organisation ist in Brüssel und sie wurde 1979 gegründet. Ihr Ziel ist es, Solidaritätskampagnen für Kriegsdienstverweigerer zu organisieren, die in europäischen Ländern deswegen angeklagt werden, und für das Recht auf Kriegsdienstverweigerung in europäischen Institutionen zu werben. Gemeinsam mit War Resisters’ International, das auch eine Mitgliedsorganisation des Dachverbands ist, gilt EBCO als eine der führenden internationalen Organisationen für Kriegsdienstverweigerer.

## Ziele
EBCO setzt sich für das Recht auf eine Verweigerung des Militär- und Kriegsdienstes sowie jedweder Vorbereitung hierauf ein. Die Organisation begreift dieses Recht als Menschenrecht. Sie macht Lobbying für Asylrechte für Kriegsdienstverweigerer, deren Rechte in ihren Heimatländern nicht anerkannt werden. Sie wirbt auch für eine Abschaffung der Wehrpflicht sowie für Kürzungen in Verteidigungsetats.

## Aktivitäten
Die Organisation schafft ein Netzwerk für Organisationen aus Belgien, Bulgarien, Deutschland (Deutsche Friedensgesellschaft – Vereinigte KriegsdienstgegnerInnen und Evangelische Arbeitsgemeinschaft für Kriegsdienstverweigerung und Frieden), Frankreich, Griechenland, Italien, Russland, der Schweiz (Verein Zivildienst und CIVIVA), Spanien, der Türkei, der Ukraine, dem Vereinigten Königreich und Zypern. Seit 2017 ist Friedhelm Schneider aus Deutschland der amtierende Vorsitzende der Organisation.
Die Organisation setzte sich dafür ein, dass alle europäischen Länder das Fakultativprotokoll über Beteiligung von Kindern an bewaffneten Konflikten im Anhang an die UN-Kinderrechtskonvention unterzeichnen und ratifizieren.
EBCO schreibt Berichte und forscht zu Kriegsdienstverweigerung in Europa. Seit mindestens 2008 schreibt EBCO Jahresberichte zu Kriegsdienstverweigerung und Zivildienste für das Ausschuss für bürgerliche Freiheiten, Justiz und Inneres des Europäischen Parlaments.
EBCO hat seit 1998 einen Teilnehmerstatus beim Europarat. Seit 2005 ist die Organisation Mitglied der NGO-Konferenz des Europarats und seit 1995 ist sie ein volles Mitglied beim Europäischen Jugendforum.